# Dischidia pseudobenghalensis
Dischidia pseudobenghalensis är en oleanderväxtart som beskrevs av Julien Noël Costantin. Dischidia pseudobenghalensis ingår i släktet Dischidia och familjen oleanderväxter. Inga underarter finns listade i Catalogue of Life.